# Verashni Pillay
Verashni Pillay (11 de febrero de 1984) es una periodista y editora sudafricana. Fue incluida como una de las 100 mujeres más relevantes por la BBC. 

## Trayectoria
Pillay nació el 11 de febrero de 1984 y creció en Laudium, Pretoria. En 2007 se graduó con honores en periodismo en la Universidad de Rhodesy comenzó a trabajar como periodista en enero en News24, después de obtener una beca de la publicación para completar su licenciatura. En 2009 se unió al Mail &Guardian donde ejerció diferentes puestos de responsabilidad.
En 2015 fue nombrada redactora jefa del Mail & Guardian donde fue reconocida por crear un sólido equipo editorial y ayudar a que el Mail & Guardian creciera en tirada. Concretamente, logró que la circulación total interanual creciera durante cada trimestre durante su tiempo como editora jefa, convirtiéndole en el único periódico sudafricano en cualquier categoría que logró hacerlo en ese período.
En abril de 2017 Pillay dimitió como redactora jefe de la edición sudafricana del Huffington Post tras la controversia generada por la publicación de un artículo considerado polémico por el Defensor de la Prensa de Sudáfrica.
Después fue directora del área digital de la emisora de radio sudafricana POWER 98.7 y en 2022 fundó su propia empresa, explain.co.za.

## Reconocimientos
En 2012, Pillay se hizo con el prestigioso premio CNN al Periodista Africano del Año en la categoría inaugural de periodismo digital. En 2013 ganó el premio inaugural Standard Bank Sikuvile por periodismo multiplataforma.
En 2015 fue seleccionada como una de las 100 mujeres de la BBCy al año siguiente obtuvo el premio Standard Bank Sikuvile en la categoría de Columnas/Editorial por su trabajo como columnista.